# フジテレビ高知支局
フジテレビ高知支局（フジテレビこうちしきょく）とは、1997年（平成9年）の高知さんさんテレビが開局されるまであったフジテレビの放送エリア外の支局である。当時の所在地は高知県高知市上町一丁目4番9号。この支局の中には産経新聞の高知支局もあり、現在もこの場所に支局を置いている。

## フジテレビ系と高知県
高知県では、高知さんさんテレビが開局する以前は高知放送とテレビ高知の2局に番組販売の形でフジテレビ及び関西テレビ制作のテレビ番組をネットしていた。高知県の民放が2局体制だった時代、愛媛放送（現・テレビ愛媛）、岡山放送、関西テレビのいずれかが受信できる地域のみでしかフジテレビ系番組がリアルタイムで視聴できなかった。